# Hjälmedal

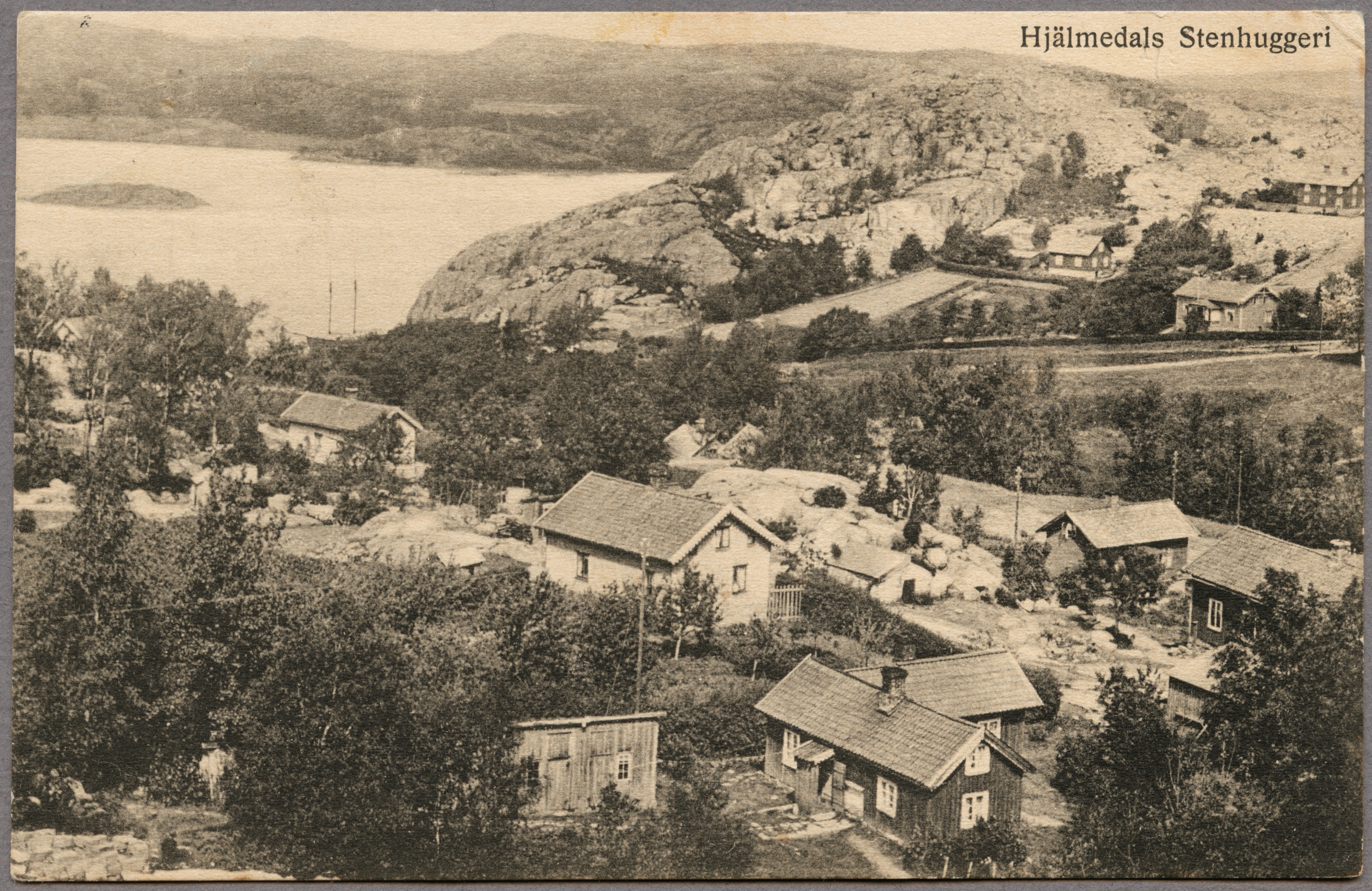
Hjälmedal, 1920-1929

Hjälmedal är en bebyggelse i Brastads distrikt i Lysekils kommun, som ligger i en dal som går upp från Hjälmedalsviken i Brofjorden och som omges av berg på sidorna. Vid vattnet fanns tidigare en stor brygga, där sten lastades på lastfartyg och som också användes för reguljära ångbåtslinjer till Göteborg och Uddevalla.

## Historik
Hjälmedal har sitt ursprung som ett tidigt etablerat brytområde för bohusgranit på 1840-talet. Under 1900-talets första år blev Hjälmedal en betydande stenhuggarbosättning med ungefär 500 invånare. Stenhuggarna inrättade ett Folkets hus i en ombyggd tidigare ladugård, där också Konsum etablerades 1907. Hjälmedal fick postkontor 1904. Ett småskolehus byggdes 1909 i Holländaröd, medan barnen fick gå i folkskolan längre bort i Lycke. .
Tillsammans med de närliggande, och mer eller mindre ihopbyggda samhällena Sandvik, Loddebo och Vindbräcka, fanns under den småskaliga stenbrytningens storhetstid en befolkning på omkring ett tusen personer. 
Halmstads Stenhuggeri AB etablerade en filial i Hjälmedal omkring 1880. Företaget var en pionjär i industrialisering av stenbrytning genom storbrott. Det flyttade 1906 sin verksamhet i Bohuslän till närliggande Rixö, strax söder om Hjälmedal, när det 1905 skulle ytterligare utöka sin produktion. Företaget ombildades efter ekonomiska problem och återstartade med tyskt kapital som Skandinaviska Granit AB som ett storskaligt stenbrott för gatsten. Stenen exporterades, främst till Tyskland, bland annat för byggandet av Autobahn.
Det fanns dock kvar några småbrott i Hjälmedal med stenhuggeri i hantverksdrift fram till 1970-talet.
Omkring 1920 flyttade Folkets Hus och Konsum någon kilometer närmare Rixö. Posten i Hjälmedal lades ner 1953, efter det att stationssamhället Brastad blivit den dominerande orten i kommunen. En konservfabrik inrättades 1949 i Konsums gamla fastighet. Där arbetade upp till 15 personer, som gjorde olika sorters sillkonserver, bland annat vakuumförpackad stekt strömmingsflundra i marinad. Fiskkonserverna såldes under varumärket Rixö konservfabrik. Åren 1975-1979 ägdes fabriken av Arvid Nordqvist HAB. Byggnaden revs 2016.